# NSG王座
NSG王座（エヌ・エス・ジーおうざ）は、ジャガー横田とデビル雅美が創設した女子プロレスの王座。「NSG」は「Next Shining Generation」の略。

## 歴史
2005年、キャリア9年以内の選手を対象にした王座として創設。12月4日、ジャガー横田とデビル雅美による女帝プロデュース興行「Belief」新宿FACE大会で行われた初代王座決定トーナメントに優勝した闘獣牙Leonが初代王者になった。
2006年9月3日、ドリームキャッチャー新木場1stRING大会で王者のHikaru対EWA世界女子王者のウェズナー・ビュージックによるダブルタイトルマッチが行われてビュージックが勝利して二冠王者になった。試合終了後、ビュージックがNSG王座のチャンピオンベルトをリングに叩きつけて足で踏みつけた。9月、ビュージックがチャンピオンベルトを足で踏みつける暴挙を働いたことにより剥奪された。その後、王座決定戦が行われないまま事実上封印状態となる。

## 歴代王者
| 歴代  | 選手                     | 防衛回数 | 獲得日付      | 獲得場所 （対戦相手・その他） |
| ----- | ------------------------ | -------- | ------------- | ----------------------------- |
| 初代  | 闘獣牙Leon               | 1        | 2005年12月4日 | 新宿FACE Hikaru               |
| 第2代 | Hikaru                   | 1        | 2006年4月2日  | 新宿FACE                      |
| 第3代 | ウェズナー・ビュージック | 0        | 2006年9月3日  | 新木場1stRING 2006年9月剥奪   |